# Dietrich Schippel
Dietrich Schippel (* 7. November 1944 in Zwickau; † 28. Juli 2025 in Berlin) war ein deutscher Politiker (CDU).
Dietrich Schippel besuchte eine Realschule und machte ab 1962 eine Lehre als Kachelofen- und Luftheizungsbauer, 1965 machte er den Abschluss. Er trat 1971 der CDU bei. Bei der Berliner Wahl 1975 wurde er in die Bezirksverordnetenversammlung (BVV) im Bezirk Tempelhof gewählt. Da Steffie Schnoor Staatssekretärin wurde, rückte Schippel im Februar 1991 in das Abgeordnetenhaus von Berlin nach. 1996 wurde er von der BVV Tempelhof zum Bezirksstadtrat für Jugend und Sport gewählt. Nach der Wahl 1999 wurde Schippel von der BVV im Bezirk Neukölln zum Bezirksstadtrat für Soziales, Wohnen und Migration gewählt. 2001 schied er aus dem Amt aus.